# Loža (arhitektura)
Loža (tal. loggia) je arhitektonski element sličan balkonu. Obično je namijenjena kao natkriveni vanjski dio galerije, otvoreni hodnik ili odvojeni prostor za gledatelje u kazalištima, opernim kućama, kino dvoranama ili na stadionima („počasna loža”, „kraljevska loža”, „predsjednička loža” i sl.). Grade se najčešće na katu, ali ponekad i u prizemlju. Često su podržane nizom stupova ili lukova, a za razliku od balkona, nisu izbočene izvan glavnog zida građevine.

## Vanjske poveznice
- [neaktivna poveznica] The Spruce